# هيو مانينغ
هيو مانينغ (بالإنجليزية: Hugh Manning)‏ هو ممثل بريطاني (وحمل سابقاً جنسية المملكة المتحدة لبريطانيا العظمى وأيرلندا)، ولد في 19 أغسطس 1920 في المملكة المتحدة، وتوفي في 18 أغسطس 2004 بلندن في المملكة المتحدة.

## أعمال

### أفلام
- (1980) الرجل الفيل

## وصلات خارجية
- هيو مانينغ على موقع IMDb (الإنجليزية)
- هيو مانينغ على موقع أول موفي (الإنجليزية)
- هيو مانينغ على موقع قاعدة بيانات برودواي على الإنترنت (الإنجليزية)
- هيو مانينغ على موقع قاعدة بيانات الأفلام السويدية (السويدية)
- هيو مانينغ على موقع ديسكوغز (الإنجليزية)
- هيو مانينغ على موقع قاعدة بيانات الفيلم (الإنجليزية)
- هيو مانينغ على موقع كينوبويسك (الروسية)